# Campeonato Gaúcho de Futebol de 2014 - Série A
O Campeonato Gaúcho de Futebol de 2014, oficialmente denominado Gauchão 2014, foi a 94ª edição da competição organizada pela Federação Gaúcha de Futebol.
Assim como nos últimos anos, a disputa envolveu dezesseis clubes distribuídos em duas chaves. Diferente como foi as últimas edições, terá turno único. Os vencedores dos jogos das semifinais, vão garantir vaga na final da competição, que será disputada em dois jogos, sendo a segunda partida no estádio do time com melhor campanha. Os três primeiros colocados garantem vaga na Copa do Brasil de 2015.

## Fórmula de disputa
Permanece o mesmo dos anos anteriores, com o rebaixamento de três clubes, assim, como foi em 2013.
Os 16 clubes participantes vão ser divididos em dois grupos.
Grupo A e Grupo B.
Todas as equipes se enfrentarão em turno único entre os dois grupos, totalizando 15 partidas. Os 4 primeiros de cada grupo terão vaga nas fases de mata-mata. As quartas-de-final e semifinal serão disputadas em uma partida, enquanto que a final sera disputada em dois jogos.
Os três últimos colocados na classificação geral serão rebaixados para a Divisão de Acesso de 2015, exceto o campeão e o vice-campeão gaúcho, bem como o campeão do interior.

## Fase de grupos
| Grupo A | Grupo A           | Grupo A | Grupo A | Grupo A | Grupo A | Grupo A | Grupo A | Grupo A | Grupo A | Grupo A |
| Pos     | Equipes           | Pts     | J       | V       | E       | D       | GP      | GC      | SG      | AP      |
| ------- | ----------------- | ------- | ------- | ------- | ------- | ------- | ------- | ------- | ------- | ------- |
| 1       | Internacional     | 38      | 15      | 12      | 2       | 1       | 28      | 9       | 19      | 84.4%   |
| 2       | Brasil de Pelotas | 29      | 15      | 8       | 5       | 2       | 18      | 6       | 12      | 64.4%   |
| 3       | Veranópolis       | 22      | 15      | 5       | 7       | 3       | 16      | 13      | 3       | 48.9%   |
| 4       | Juventude         | 20      | 15      | 5       | 5       | 5       | 16      | 16      | 0       | 44.4%   |
| 5       | São José-RS       | 17      | 15      | 4       | 5       | 6       | 13      | 17      | -4      | 37.6%   |
| 6       | Aimoré            | 17      | 15      | 4       | 5       | 6       | 17      | 23      | -6      | 37.8%   |
| 7       | Lajeadense        | 16      | 15      | 4       | 4       | 7       | 14      | 15      | -1      | 35.6%   |
| 8       | Esportivo         | 13[²]   | 15      | 4       | 4       | 7       | 16      | 24      | -8      | 35.6%   |
| Grupo B |                   |         |         |         |         |         |         |         |         |         |
| Pos     | Equipes           | Pts     | J       | V       | E       | D       | GP      | GC      | SG      | AP      |
| 1       | Grêmio            | 29      | 15      | 8       | 5       | 2       | 28      | 13      | 15      | 64.4%   |
| 2       | Caxias            | 27      | 15      | 8       | 3       | 4       | 23      | 16      | 7       | 60%     |
| 3       | Novo Hamburgo     | 20      | 15      | 6       | 2       | 7       | 16      | 18      | -2      | 44.4%   |
| 4       | Passo Fundo       | 19[¹]   | 15      | 5       | 4       | 6       | 19      | 22      | -3      | 42.2%   |
| 5       | Cruzeiro-RS       | 19      | 15      | 4       | 7       | 4       | 17      | 22      | -5      | 42.2%   |
| 6       | São Paulo-RS      | 17      | 15      | 4       | 5       | 6       | 17      | 20      | -3      | 17.8%   |
| 7       | São Luiz          | 11      | 15      | 2       | 5       | 8       | 13      | 21      | -8      | 24.4%   |
| 8       | Pelotas           | 8       | 15      | 2       | 2       | 11      | 12      | 28      | -16     | 17.8%   |

 Legenda: 
     Classificados a próxima fase.
- 1 ^ Esportivo perdeu 9 pontos por atos de racismo. Em um julgamento do TJD no dia 10 de abril de 2014, havia decretado o rebaixamento do Esportivo. Em novo julgamento, dia 17 de julho de 2014, pelo STJD no Rio de Janeiro, foi decretada a perda de apenas 3 pontos e multa.
- 2 ^ Passo Fundo perdeu 8 pontos por uma escalação irregular. Em julgamento, dia 8 de agosto de 2014, pelo STJD no Rio de Janeiro, por 4 votos a 2, o Passo Fundo foi absolvido, mantendo os pontos obtidos.

## Fase final
Em Itálico, os times que começaram em casa, e em negrito, os times que passaram de fase.
|  | Quartas de final | Quartas de final  | Quartas de final  |        |      | Semifinais    | Semifinais | Semifinais |  |  | Final | Final         | Final | Final | Final |
|  |                  |                   |                   |        |      |               |            |            |  |  |       |               |       |       |       |
|  | 1ºA              | Internacional     | 3                 |        |      |               |            |            |  |  |       |               |       |       |       |
|  | 4ºB              | Cruzeiro-RS       | 1                 |        |      |               |            |            |  |  |       |               |       |       |       |
|  | 4ºB              | Cruzeiro-RS       | 1                 |        |      | Internacional | 3          |            |  |  |       |               |       |       |       |
|  |                  |                   |                   |        |      | Internacional | 3          |            |  |  |       |               |       |       |       |
|  |                  |                   | Caxias            | 0      |      |               |            |            |  |  |       |               |       |       |       |
|  | 2ºB              | Caxias (pen.)     | Caxias            | 0      | 2(9) |               |            |            |  |  |       |               |       |       |       |
|  | 2ºB              | Caxias (pen.)     |                   |        | 2(9) |               |            |            |  |  |       |               |       |       |       |
|  | 3ºA              | Veranópolis       | 2(8)              |        |      |               |            |            |  |  |       |               |       |       |       |
|  |                  |                   |                   |        |      |               |            |            |  |  |       | Internacional | 2     | 4     |       |
|  |                  |                   |                   | Grêmio | 1    | 1             |            |            |  |  |       |               |       |       |       |
|  | 2ºA              | Brasil de Pelotas | 2                 |        |      |               |            |            |  |  |       |               |       |       |       |
|  | 3ºB              | Novo Hamburgo     | 0                 |        |      |               |            |            |  |  |       |               |       |       |       |
|  | 3ºB              | Novo Hamburgo     | 0                 |        |      | Grêmio        | 2          |            |  |  |       |               |       |       |       |
|  |                  |                   |                   |        |      | Grêmio        | 2          |            |  |  |       |               |       |       |       |
|  |                  |                   | Brasil de Pelotas | 1      |      |               |            |            |  |  |       |               |       |       |       |
|  | 1ºB              | Grêmio            | Brasil de Pelotas | 1      | 3    |               |            |            |  |  |       |               |       |       |       |
|  | 1ºB              | Grêmio            |                   |        | 3    |               |            |            |  |  |       |               |       |       |       |
|  | 4ºA              | Juventude         | 0                 |        |      |               |            |            |  |  |       |               |       |       |       |

Jogo de ida - Grenal 400
| 30 de março | Grêmio     | 1 – 2                   | Internacional        | Arena do Grêmio, Porto Alegre                             |
| 16:00       | Barcos 14' | RBS, PPV Súmula Borderô | Rafael Moura 51' 72' | Público: 37 444 pagantes Árbitro: RS Leandro Pedro Vuaden |

| Grêmio | Internacional |

Jogo de volta - Grenal 401
| 13 de abril | Internacional                                                    | 4 – 1                   | Grêmio             | Estádio Centenário, Caxias do Sul                           |
| 16:00       | Andrés D'Alessandro 26' · Alex 50' 57' · Alan Patrick 55' (pen.) | RBS, PPV Súmula Borderô | Ernando 66' (g.c.) | Público: 12 996 pagantes Árbitro: RS Márcio Chagas da Silva |

| Internacional | Grêmio |

## Premiação
| Campeonato Gaúcho de 2014          |
| Porto Alegre                       |
| ---------------------------------- |
| INTERNACIONAL Campeão (43º título) |

## Seleção do campeonato
| Posição              | Jogador          | Clube             |
| Goleiro              | Luiz Muller      | Brasil de Pelotas |
| Lateral-direito      | Gilberto         | Internacional     |
| Zagueiro             | Fernando Cardozo | Brasil de Pelotas |
| Zagueiro             | Rhodolfo         | Grêmio            |
| Lateral-esquerdo     | Wendell          | Grêmio            |
| Volante              | Willians         | Internacional     |
| Volante              | Aránguiz         | Internacional     |
| Meia                 | D'Alessandro     | Internacional     |
| Meia                 | Luan             | Grêmio            |
| Atacante             | Rafael Moura     | Internacional     |
| Atacante             | Barcos           | Grêmio            |
| Técnico              | Abel Braga       | Internacional     |
| Craque do Campeonato | Aránguiz         | Internacional     |
| -------------------- | ---------------- | ----------------- |

- Revelação: Luan (Grêmio)
- Árbitro: Márcio Chagas
- Dirigente: Marcelo Medeiros (Internacional)

Fonte:

## Premiação
| Campeão do Interior de 2014           |
| Pelotas                               |
| ------------------------------------- |
| Brasil de Pelotas Campeão (9º título) |

## Classificação Geral
O 1° e o 2° colocados são respectivamente o vencedor e o perdedor da Final da Fase Final (mata-mata) e a partir do 3° lugar  conta-se apenas a fase de grupos.
- 1 ^ Esportivo perdeu 9 pontos por atos de racismo. Em um julgamento do TJD no dia 10 de abril de 2014, havia decretado o rebaixamento do Esportivo. Em novo julgamento, dia 17 de julho de 2014, pelo STJD no Rio de Janeiro, foi decretada a perda de apenas 3 pontos e multa.
- 2 ^ Passo Fundo perdeu 8 pontos por uma escalação irregular. Em julgamento, dia 8 de agosto de 2014, pelo STJD no Rio de Janeiro, por 4 votos á 2, o Passo Fundo foi absolvido, mantendo os pontos obtidos.

## Maiores públicos
- PP. ^ Considera-se apenas o público pagante